# Roland Rinnhofer
Roland Rinnhofer (* 24. Februar 1979) ist ein österreichischer Fußballspieler. Aktuell spielt er bei der SG Klosterneuburg in der niederösterreichischen Gebietsliga Nord/Nordwest.

## Karriere
Der Verteidiger begann seine fußballerische Laufbahn in den Nachwuchsmannschaften des ESV Mürzzuschlag. Auf Grund seines Talents wurde Rinnhofer im Sommer 1999 vom DSV Leoben verpflichtet, wo er seinen ersten Profivertrag in der Ersten Division unterzeichnete. Bereits ein Jahr später wurde er vom SV Austria Salzburg für die Bundesliga unter Vertrag genommen. 2001 wurde Rinnhofer vom BSV Bad Bleiberg für die Erste Division verpflichtet. Nachdem der Verein 2003 in finanzielle Schwierigkeiten geraten war und sich mit dem FC Kärnten zusammenschloss, kehrte er zum DSV Leoben zurück. Rinnhofer, der 2007 eine schwere Knieverletzung erlitt, war bis Sommer 2012 engagiert. Danach ging es nach Niederösterreich über den 1. SC Sollenau zum SC Klosterneuburg 1912, der derzeit mit dem FC Olympique Klosterneuburg 05 die Spielgemeinschaft SG Klosterneuburg bildet. Die SG Klosterneuburg spielt in der niederösterreichischen Gebietsliga Nord/Nordwest.

## Erfolge
- Vizemeister mit dem DSV Leoben in der Ersten Division (zweite Leistungsstufe) in der Saison 1999/2000